# Dusa (Hades)
Dusa es un personaje del videojuego Hades de 2020. Es una sirvienta que sirve a Hades, y que interactúa periódicamente con el protagonista, Zagreo, además del personaje Megera. Fue creada por Greg Kasavin y diseñada por Jen Zee, y su diseño se hizo atractivo debido al deseo que tenía Vee por la tradición clásica y la mentalidad de que los dioses son hermosos porque son dioses. Le da voz Courtney Vineys. Durante el juego, el jugador puede hacer que Zagreo la corteje románticamente, hasta que Dusa revele no sentir lo mismo y no llegar a ser capaz de tener sentimientos románticos hacia nadie, y en cambio forme un vínculo platónico entre ellos. Este hecho ha sido bien recibido entre el público y la crítica ha señalado que su asexualidad y arromanticismo es una rareza en el mundo de los videojuegos. También ha sido elogiada por su diseño y su voz.

## Concepto y creación
Dusa está basada en la figura mitológica griega Medusa. Es una cabeza de gorgona flotante con piel verde y serpientes en lugar de cabello que lleva un plumero mientras trabaja como sirvienta en la Casa de Hades.[cita requerida] Fue diseñada por la diseñadora de personajes de Hades, Jen Zee, y creada por el director creativo Greg Kasavin.[cita requerida] Sobre el tema del atractivo de Dusa y otros personajes del juego, Kasavin lo atribuyó a Jen Zee, la artista de personajes del juego. Afirmó que la representación de Dusa y el resto "se debe en gran medida a la tradición clásica", algo que le resultaba importante a Zee. Añadió que justificaban el gran atractivo de los dioses en virtud de ser dioses. Si bien originalmente era un personaje cómico, Kasavin afirmó que su popularidad la hizo más significativa. Más adelante durante el desarrollo del juego, a Dusa se le dio un diálogo adicional a través de un parche. Le da voz Courtney Vineys, quien anteriormente prestó su voz al personaje Ti'zo de Pyre. Según la escritora de Waypoint, Elizabeth Ballou, Vineys era una buena eleccióm para Dusa debido a su historial de prestar su voz a "criaturas lindas y traviesas" como Ti'zo.

## Apariciones
Dusa aparece como un personaje no jugable en el videojuego Hades. Ella trabaja como sirvienta en la Casa de Hades para Hades, y puede tener conversaciones con varios personajes, entre ellos el protagonista Zagreo y otra personaje llamado Megera. Zagreo puede cortejarla románticamente, y aunque ella parece estar enamorada de él, finalmente llega a la conclusión de que no siente sentimientos románticos por Zagreo, y que es posible que no tenga sentimientos románticos hacia nadie, y en lugar de eso eligen formar una amistad platónica entre ellos.

## Recepción
La recepción de Dusa ha sido generalmente positiva. Las autoras Jane Draycott y Kate Cook hablaron sobre cómo, a pesar de que algunos personajes están sexualizados, monstruos como Dusa no lo están, y destacaron que ella y otras gorgonas son los únicos monstruos femeninos en el juego. Además señalaron de que, a pesar de que Dusa es un monstruo, no se comporta de manera estereotípicamente monstruosa.
Su sexualidad ha sido tema de discusión. El escritor de Automaton, Taijiro Yamanaka, consideró que Dusa era un personaje particularmente atractivo, elogió su actuación de voz por expresar su "personalidad trabajadora" y comentó cómo su timidez la hacía parecer linda. Como parte de una celebración de personajes asexuales ficticios en televisión y videojuegos para la Ace Week, el escritor de GLAAD Adam Weinreb consideró a Dusa entre sus personajes favoritos, identificándola como asexual y arromántica. La escritora de Meristation Laura Luna y el escritor de Wired Gabriel Aikins comentaron que la falta de interés romántico en Dusa es una rareza en los medios digitales. El escritor de la revista Super Jump, Antony Terence, consideró a Dusa un personaje destacado en el elenco del juego, y encontró valiosas sus interacciones con Zagreo, particularmente cuando recibía regalos. La escritora de Game Informer, Liana Ruppert, habló sobre su relación con Zagreo y de lo adorable y pura que es. Ella comentó que no pudo atreverse a intentar tener un romance con Dusa ya que la veía como una hermana, al tiempo que afirmó lo extraño que era que resultara no estar interesada en Zagreo considerando sus interacciones. También sintió que las interacciones entre ella y Megera eran adorables. La escritora de The Mary Sue, Briana Lawrence, apreció la relación entre Dusa y Zagreo, particularmente cómo la amistad entre ellos se desarrolla de la misma manera que las relaciones románticas con Tánatos y Megera. Lawrence también discutió la relación entre Dusa y Megera, sintiendo que Megera tiene el mismo amor platónico por Dusa que Zagreo tiene por Dusa. La escritora de Gayming Mag, Aimee Hart, analizó a Dusa como una opción romántica para Zagreo, apreciando cómo, una vez que Dusa rechaza los avances de Zagreo establecen una fuerte relación platónica. Describió a Dusa como "demasiado dulce para este mundo" y un "personaje increíblemente encantador".